# Trogomorpha arrogans
Trogomorpha arrogans är en stekelart som först beskrevs av Cresson 1874.  Trogomorpha arrogans ingår i släktet Trogomorpha och familjen brokparasitsteklar. Inga underarter finns listade i Catalogue of Life.